# Степной (Воронежская область)
Степной — посёлок Каширского района Воронежской области.
Входит в состав Можайского сельского поселения.

## География

### Улицы
- ул. Ленина,
- ул. Мира,
- ул. Молодёжная,
- ул. Новая,
- ул. Октябрьская,
- ул. Первомайская,
- ул. Советская,
- пер. Григорьева.

## История
В 2015 году состоялось официальное переименование посёлка 1-го отделения совхоза «Степной» в посёлок Степной.